# بوتسوانا في الألعاب الأولمبية الصيفية 2012
بوتسوانا في الألعاب الأولمبية الصيفية 2012 من المقرر أن تدخل بوتسوانا للمنافسة في دورة ألعاب أولمبية صيفية 2012، لندن المملكة المتحدة، في الفترة من 27 يوليو - 12 أغسطس 2012. وستشارك ب 3 رياضي في 2 رياضة وهم عدائين في 400 متر وملاكم.